# Antionette Payne
Antionette "Toni" Oyedupe Payne (Birmingham (Alabama), 22 april 1995) is een Amerikaanse/Nigeriaans voetbalspeler die sinds mei 2017 voor Ajax uitkomt. Voordat ze definitief naar Ajax kwam, deed ze eerst een stage bij de club.
Na twee seizoenen vertrok ze naar Spanje, waar ze tot 2021 uitkomt voor Sevilla.

## Statistieken
| Seizoen | Club       | Land      | Competitie       | Wedstrijden | Doelpunten |
| ------- | ---------- | --------- | ---------------- | ----------- | ---------- |
| 2016/17 | Ajax       | Nederland | Eredivisie       | 2           | -          |
| 2017/18 | Ajax       | Nederland | Eredivisie       | 20          | 1          |
| 2018/19 | Sevilla FC | Spanje    | Primera División | 27          | 7          |
| 2019/20 | Sevilla FC | Spanje    | Primera División | 21          | 4          |
| 2020/21 | Sevilla FC | Spanje    | Primera División | 33          | 5          |
| 2021/22 | Sevilla FC | Spanje    | Primera División | 29          | 5          |
| 2022/23 | Sevilla FC | Spanje    | Primera División | 29          | 3          |
| 2023/24 | Sevilla FC | Spanje    | Primera División | 30          | 6          |
| 2024/25 | Everton    | Engeland  | Premier League   | 16          | 1          |
| Totaal  | Totaal     | Totaal    | Totaal           | 207         | 32         |

Bijgewerkt op aug 2021

## Privé
Payne studeerde aan de Oak Mountain High School in Alabama.
Vervolgens studeerde ze politicologie aan de Duke University.
Payne komt uit voor het nationale elftal van Nigeria. 